# محمد اقبال صافی
محمد اقبال صافی(یا ساپی) فرزند سیدآقا (زاده ۱۳۴۸ ولایت کاپیسا) سیاستمدار افغانستان و نماینده مردم ولایت کاپیسا در دوره‌های پانزدهم و شانزدهم مجلس نمایندگان است. وی در مجلس شانزدهم نمایندگان افغانستان عضو کمیسیون امور داخلی می‌باشد.

## زندگی‌نامه
محمد اقبال صافی زاده ۱۳۴۸ از مرکز ولایت کاپیسا می‌باشد. تحصیلات متوسطه خود را در لیسه محمود راقی به اتمام رسانید و سند لیسانس ادبیات و ماستری/فوق لیسانس خود را در رشته حقوق و علوم سیاسی از دانشگاه کابل کسب کرد. وی در دوران جنگ از فرماندهان مجاهدین بوده است.

## دیگر فعالیت‌ها
دیگر فعالیت‌های ایشان:
- قوماندان جهادی زمان جهاد.
- رئیس دفتر صدارت عظمی.
- عضو لویه جرگه قانون اساسی.
- عضو لویه جرگه اضطراری.
- نماینده مردم کاپیسا در دو دوره پارلمان افغانستان.